# Øllingegaard Mejeri
Øllingegaard Mejeri er et økologisk gårdmejeri i Borup øst for Skævinge i Nordsjælland. Mejeriet blev etableret i 1995 af Morten Krohn og blev i 2008 overtaget af Solhvervsfonden og i 2017 af Naturmælk. Mejeriet har syv leverandører; økologiske andelshavere på Sjælland.
I 2006 og 2008 blev Øllingegaards smør af en amerikansk mejeriorganisation kåret som verdens bedste økologiske smør i konkurrence med næsten 2.000 andre mejerier fra hele verden.